# Lipton Cockton in the Shadows of Sodoma
Lipton Cockton in the Shadows of Sodoma (o senzillament Lipton Cockton) és una pel·lícula distòpica de ficció criminal finlandesa del 1995, escrita i dirigida per Jari Halonen. Explica la història d'un investigador privat que viu en un estat federal d'un futur proper que comença a investigar morts per explosions inexplicables. La pel·lícula és protagonitzada per Jorma Tommila.
Halonen va dir a l'entrevista del 2011 que Blade Runner de Ridley Scott, Alphaville de Jean-Luc Godard i Brazil de Terry Gilliam li van servir d'inspiració per a la pel·lícula. Halonen va dir que volia fer front a les crítiques a l'individualisme i el seu efecte sobre la humanitat en el tema de la pel·lícula.
Durant el procés de producció, els creadors van apuntar als mercats estrangers, però l'èxit tant a la taquilla nacional com a les vendes a l'estranger es va mantenir modest. En canvi, la pel·lícula va recórrer molts festivals, com el Fantasy Filmfest de 1995 a Berlín. Jukka Uusitalo, Ilmari Hakala i Jouni Nikkanen van guanyar els Premis Jussi al millor disseny de producció el 1996.

## Argument
És l'any 2037. Les regions perifèriques d'Europa, unides en un gegant estat federal, s'han debilitat bruscament, fet que ha provocat grans migracions. Els esdeveniments se centren a Vladivostok, la metròpoli més oriental de l'estat federal, en què una persona explota al districte Úgic. El cap de la policia federal Brand Marlon (Jari Halonen) contracta l'investigador privat Lipton Cockton (Jorma Tommila) per investigar aquesta terrorífica sèrie d'assassinats en sèrie. En relació amb la investigació, Cockton fa amistat amb un gall de lluita destinat a ser menjat, alhora que deriva cap a experiments organitzats per una megacorporació LTD-Productions, experimentant un viatge des d'un sistema social deteriorat i un la vida humana fallida cap a la llum de la realitat, la comprensió de la qual fa que el detectiu reflexioni sobre la seva problemàtica relació amb la seva mare (Iris-Lilja Lassila) i la seva identitat sexual, sobre la qual la dona semblant a Marilyn Monroe Dazzle Dent (Outi Mäenpää) d'alguna manera sembla estar relacionada.

## Repartiment
- Jorma Tommila com a Lipton Cockton / Launo Käkkyrä
- Tarja-Tuulikki Tarsala com a She-Detective
- Hannu Huuska com a Edgar Hampton
- Outi Mäenpää com a Dazzle Dent
- Rauno Juvonen com a prostitutes
- Iris-Lilja Lassila com la mare de Lipton Cockton
- Jari Halonen com a Brand Marlon
- Riitta Pasanen com a Eartha
- Pentti Korhonen com a George el cambrer
- Abdeslam Chellaf com a Kent Lumumba

## Recepció
Helena Ylänen de Helsingin Sanomat va dir a la seva ressenya que "les visions d'Halonen són una combinació interessant de teatralitat i cinema d'acció modern", i va afegir que "l'expressió és molt plena; hi ha moltes coses a la imatges, hi ha capes al so." Paavo Ihalainen d'Elitisti elogia "L'enginy d'Halonen per crear un entorn visual potent amb pocs diners gràcies a la seva experiència teatral."